# Lerbergets kyrka
Lerbergets kyrka är en kyrkobyggnad i Lerberget i Höganäs kommun. Den är församlingskyrka i Väsby församling i Lunds stift. Kyrkan är en samarbetskyrka mellan Evangeliska fosterlandsstiftelsen och Väsby församling.

## Kyrkobyggnaden
I Lerberget fanns sedan gammalt ett missionshus där Evangeliska fosterlandsstiftelsen hade sin verksamhet. När missionshuset inte längre räckte till för verksamheten väcktes tanken att bygga en samarbetskyrka för EFS och Svenska kyrkan. EFS sålde missionshuset och försäljningen finansierade orgel, klocktorn och klocka till den nya kyrkan. 17 mars 1982 togs första spadtaget till den nya kyrkan. Andra advent 1982 invigdes kyrkan av Lunds stifts dåvarande biskop Per-Olov Ahrén.
Kyrkan är byggd i rött tegel och är ritad av arkitekt Henrik Jais Nielsen. Kyrkan ingår i ett avlångt komplex av hopbyggda byggnadsdelar. Lokaler för barn- och ungdomsverksamhet finns i en tillbyggnad vid södra sidan som uppfördes år 1995.

### Orgel
Den nuvarande orgeln byggdes 1982 av Lindh Orgel AB, Umeå och är en orgel med elektrisk traktur och register. Stämmorna kan fritt disponeras på två manualer och pedal.
| Manual I      | Manual II     | Pedal         |
| Subbas 16´    | Subbas 16´    | Subbas 16´    |
| Gedackt 8'    | Gedackt 8'    | Gedackt 8'    |
| Salicional 8' | Salicional 8' | Salicional 8' |
| Principal 4'  | Principal 4'  | Principal 4'  |
| Rörflöjt 4'   | Rörflöjt 4'   | Rörflöjt 4'   |
| Principal 2'  | Principal 2'  | Principal 2'  |
| Blockflöjt 2' | Blockflöjt 2' | Blockflöjt 2' |
| Nasat 1 1/3'  | Nasat 1 1/3'  | Nasat 1 1/3'  |
| Tremulant     | Tremulant     | Tremulant     |

## Bildgalleri

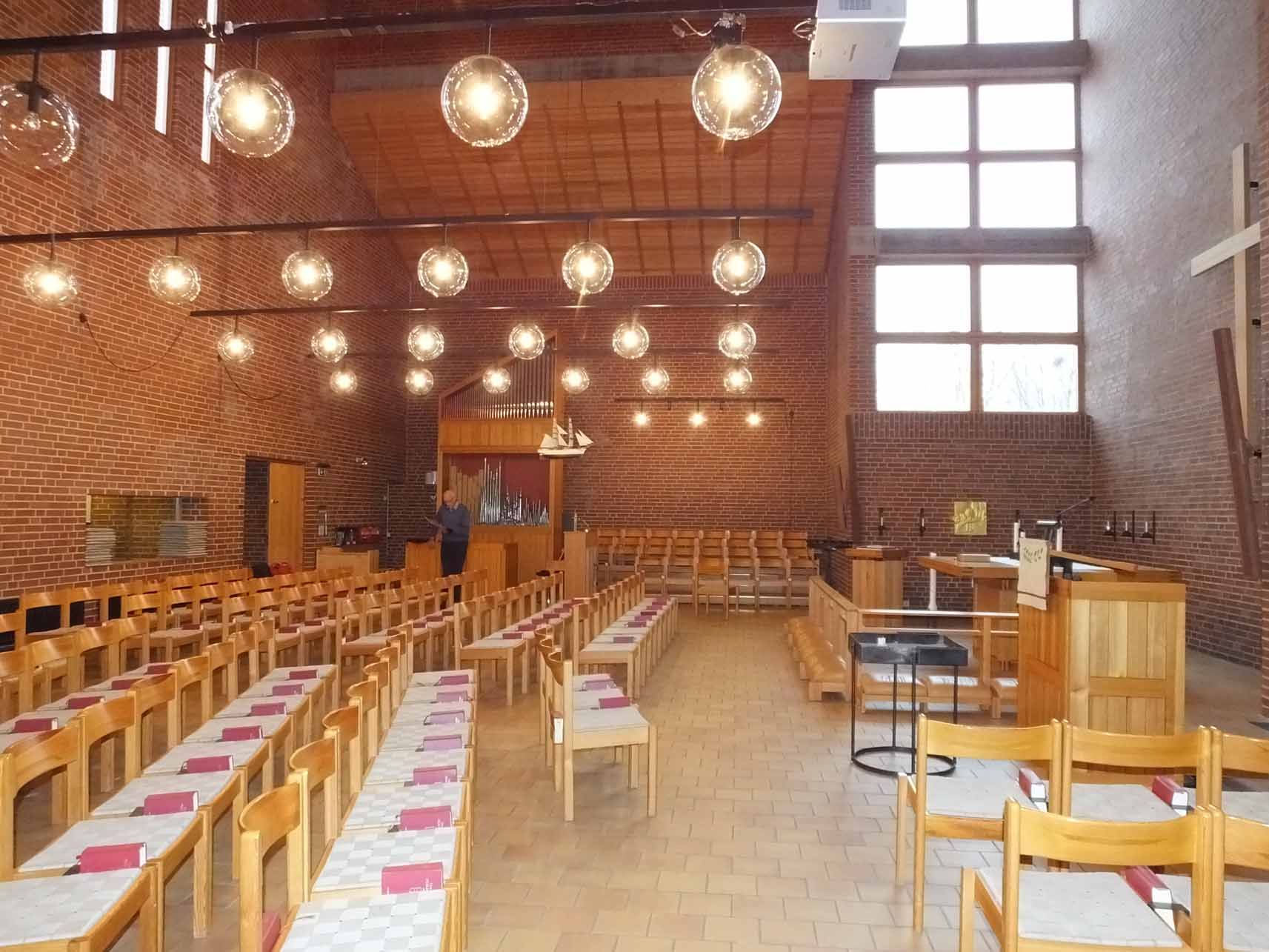
Kyrkorummet från söder
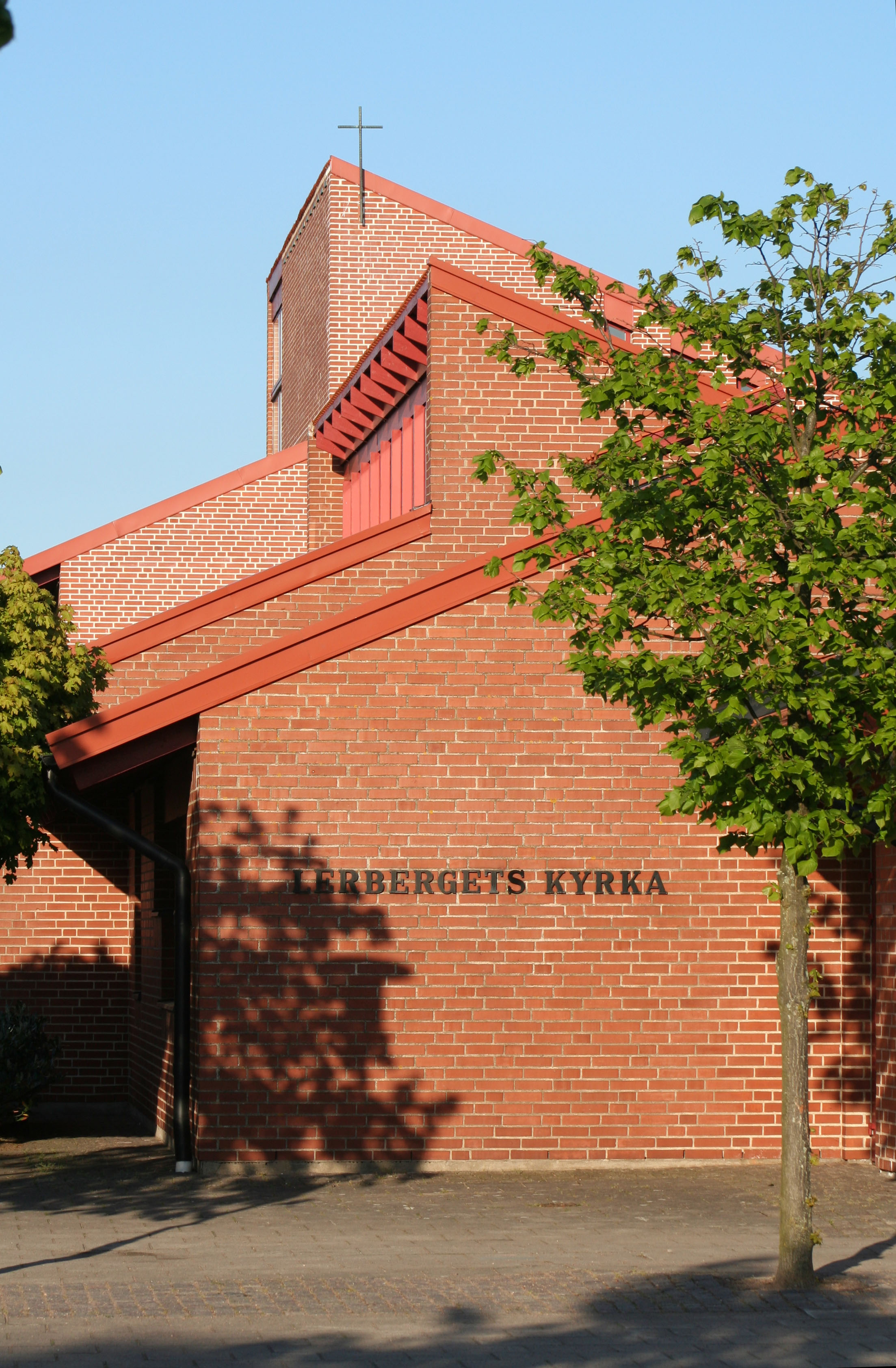
Kyrkan från sidan
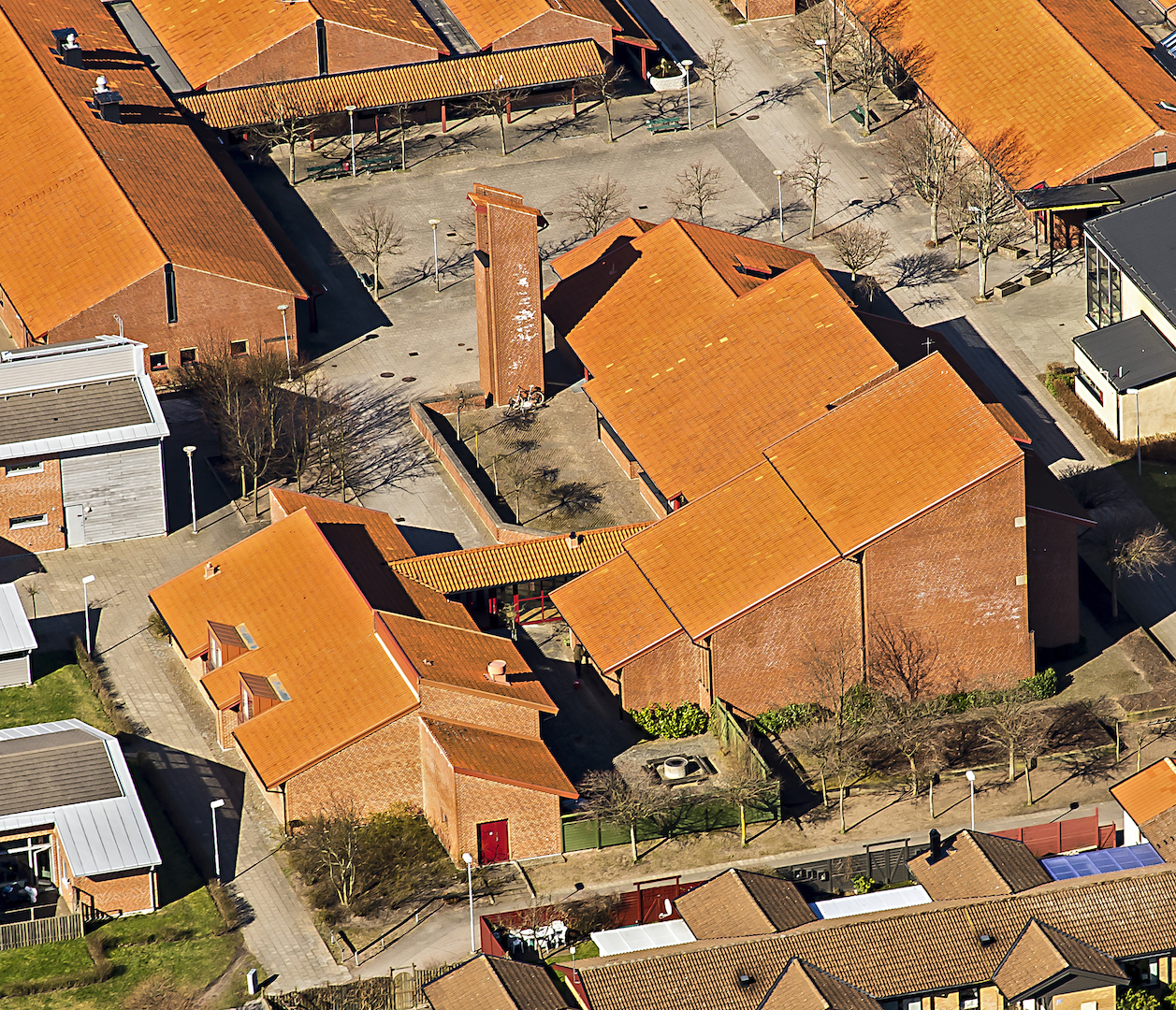
Flygbild